# Mathaeus de Aquasparta
Mathaeus de Aquasparta (n. 1240, Acquasparta, Umbria, Italia – d. 28 octombrie 1302, Roma, Statele Papale) a fost un călugăr franciscan, ministru general al ordinului, cardinal al Bisericii Catolice și filosof scolastic. Autor de inspirație bonaventuriană, avînd la bază surse care trimit spre Augustin și spre Avicenna, Mathaeus a fost una dintre figurile importante ale dezbaterilor teologice și filosofice de la finalul secolului al XIII-lea, discutînd problema intenționalității subiectului, a posibilității cunoașterii de sine și a puterii umane de cunoaștere a singularului, alături de autori precum Henri de Gand, Duns Scotus, Pierre de Jean Olivi și, mai tîrziu, William Ockham.

## Întrebări despre cunoaștere (Quæstiones de Cognitione)
Cu o contribuție esențială la dezvoltarea teoriei moderne a cunoașterii, Mathaeus de Aquasparta este primul autor medieval care impune, pe urmele filosofiei lui Anselm de Canterbury, Avicenna, Augustin și Aristotel, dar reinterpretați în manieră proprie, ideea că intelectul are acces la cunoașterea singularelor și la cunoașterea de sine. Opera sa, sursă importantă pentru Duns Scotus sau William Ockham, ne permite să surprindem geneza unei filosofii franciscane ale cărei consecințe sînt fundamentale pentru sfîrșitul Evului Mediu și modernitate. Lectura textelor selectate în această ediție este un bun punct de plecare pentru efortul de a regîndi locul real al lui Mathaeus în istoria filosofiei medievale.

### Ediția în limba română:
- Mathaeus de Aquasparta, Întrebări despre cunoaștere, ediție bilingvă, traducere, ediție îngrijită, notă introductivă, tabel cronologic și postfață de Ana Irimescu, Editura Polirom, Iași, 2010.